# غلاف الأرض المائي
الغلاف المائي، في الجغرافيا الطبيعية، يصف الكتلة المائية الموجودة على سطح كوكب ما. في الكرة الأرضية يمثل أكثر من 70% من مساحة سطحها ويبلغ حجم هذا الغلاف حوالي 296 مليون ميلا مكعبا من المياه.

## تفاصيل

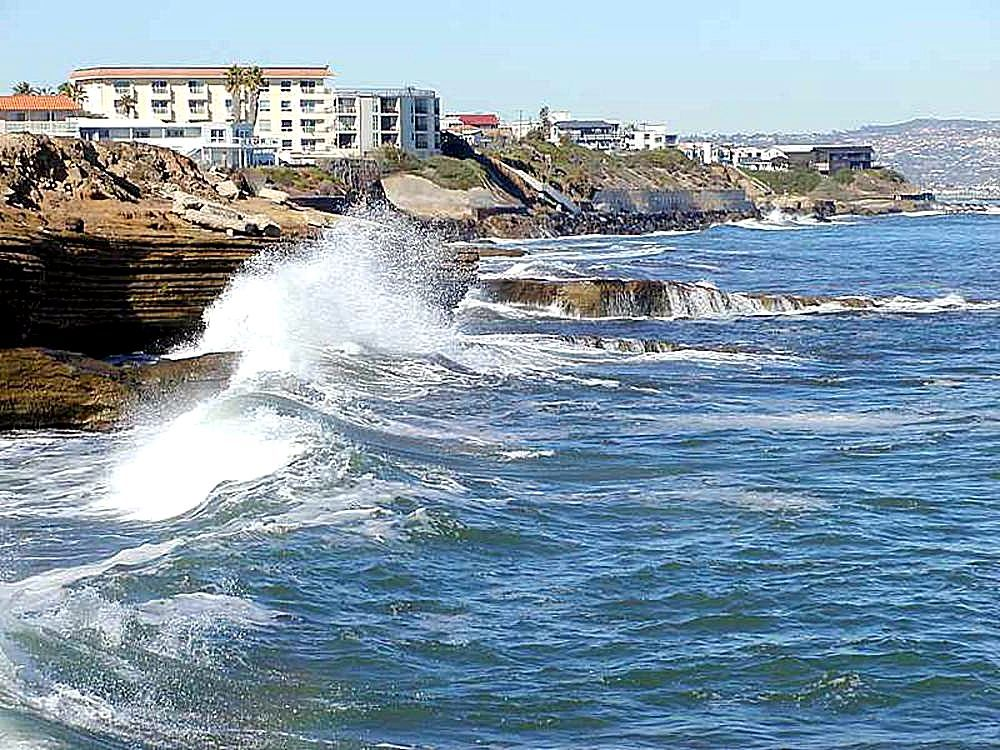
موجات على ساحل المحيط.

الغلاف المائي هو الماء المحيط بالأرض. وعندما نفكر في الكرة الأرضية، فإننا نفكر غالبًا في المناطق اليابسة. ولكن المناطق اليابسة، أو القشرة الأرضية الخارجية، لا تشكل سوى جزء صغير من العالم. إذ إن المياه أو المحيط المائي، يشكل معظم مساحة الكرة الأرضية. ونحن نرى الغلاف المائي غالباً في أحواض البحيرات والمحيطات حيث يكون الماء على عمق 3,8كم تقريباً. وفي بعض مناطق المحيط الهادئ يصل عمق الغلاف المائي إلى 9,7كم.
تشكل المحيطات حوالي 71% من سطح الأرض والمثالج وحوالي 3% في حين تغطي البحيرات والأنهار أقل من 1%
يشبه الغلاف المائي جزءًا آخر من الأرض، وهو الغلاف الجوي، وذلك لأن درجة الضغط ودرجة الحرارة فيه تتغير بتغير العمق. ولقد أثبت علماء المحيطات أنه حتى في البحار المدارية لاتزيد درجة الحرارة في أعماقها السحيقة على بضع درجات فوق درجة التجمد. ولا يتغير التركيب الكيميائي للغلاف مع اختلاف درجات الحرارة والضغط، ولكنها تتغير وفق ما إذا كانت المياه عذبة أو مالحة. وتوجد المياه العذبة عادة في الأنهار والبحيرات. ويتكون الماء العذب من العناصر الكيميائية التي تشكل الماء ومن عناصر أخرى مختلفة تتوقف على نوعية التربة والصخور المحيطة بالماء. أما المياه المالحة فتوجد غالباً في البحار والمحيطات. وبالإضافة إلى العناصر التي تشكّل الماء، فإن الماء المالح يحتوي على نسبة كبيرة من الملح أو كلوريد الصوديوم. كذلك يحتوي الماء المالح على المغنسيوم والكبريتيت والكالسيوم والكربونات والبروميد والبوتاسيوم، إلى جانب كميات صغيرة من بعض العناصر الأخرى مثل الذهب والفضة والراديوم.

## تضاريس البحار والمحيطات
يشكل الغلاف المائي نسبة %60،7 من مساحة النص الشمالي من الكرة الأرضية، و %80 من مساحة النصف الجنوبي. ويكون نسبة %70،35 من مساحة الأرض. وتتكون البحار من تضاريس متنوعة وهي: الرصيف القاري - الحافة القارية - السهول اللجية أو المحيطية - الذروة المحيطية - الغور البحري - الجبال البحرية.
| نوع التضاريس                | الموقع و درجة العمق                                                      | الشكل و الامتداد                                                                                   |
| --------------------------- | ------------------------------------------------------------------------ | -------------------------------------------------------------------------------------------------- |
| 1.الرصيف القاري             | يوجد على هامش القارة يتراوح عمقها بين0م و200م                            | مجلات شاسعة تنتهي بحافات. تمتد على مئات الكيلمترات، يوجد بها جزء كبير من الحيوانات والنباتات.      |
| 2.الحافة القارية            | حافة كبيرة يتراوح مداها بين 200م في الرأس وأزيد من 4000 في القدم.        | حافةشديدة الانحدار تمتد على هوامش الهضبة القارية.                                                  |
| 3.السهول اللجية أو المحيطية | يتراوح عمقها بين 2000م و أزيد من 5000م تشغل مساحات ضخمة على عرض القارات. | مساحات منبسطة وشاسعة جداً تمتد بين الذروة المحيطية والأغوار وبين الحافات القارية و الدروة المحيطية. |
| 4.الذروة المحيطية           | توجد بين السهول اللجية والأغوار                                          | هي جزء من الجبال البحرية.                                                                          |
| 5.الغور البحري              | توجد بين ذروة الوسط المحيطية والجبال البركانية                           | يمتد على شكل أخاديد ضيقة.                                                                          |
| 6.الجبال البحرية            | توجد بجوار الأغوار البحرية، يزيد ارتفاعها على 5000م أحيانا تحت الماء.    | جبال بركانية مجتمعة وسط المحيطات ذات امتداد وتدي.                                                  |

## تميز مياه البحار و المحيطات بعدة خصائص
| الميزة           | تعريفها |
| ---------------- | --- |
| الملوحة          | تتميز مياه البحار بالملوحة التي تختلف نسبتها من منطقة إلى أخرى فهي مرتفعة في المناطق الحارة و منخفضة في المناطق الباردة.            |
| التيارات البحرية | عبارة عن تنقل كميات كبيرة من مياه البحار عبر مسافة كبيرة بفعل تأثير الحرارة وحركة الأرض وهي إما تيارات باردة أو دافئة.              |
| الأمواج          | حركة أفقية وسطحية لمياه البحر نتيجة هبوب الرياح.                                                                                    |
| المد و الجزر     | المد ارتفاع مستوى مياه البحر وامتدادها على الساحل، والجزر انخفاض مستوى مياه البحر وتراجعها في الساحل. وذلك بفعل تأثير جادبية القمر. |